# Барко, Олиас
Олиас Барко (фр. Olias Barco; род. 1969) — французский кинорежиссёр, сценарист и продюсер.

## Биография
Олиас Барко начинал кинокарьеру в 1991 году с работы над многочисленными короткометражными фильмами. Его первый фильм «Clin d’oeil» в 1991 году получил зрительскую премию на Брестском кинофестивале и Серебряную премию на кинофестивале в Хьюстоне. В 1994 году на 47-м Каннском международном кинофестивале он получил приз Недели критики за свою четвёртую короткометражку «Отбросы» (фр. Poubelles).
Параллельно с производством короткометражных фильмов Олиас Барко сделал много музыкальных видеоклипов, в том числе для Рэя Чарльза и рэпера Сюлли Сефиля.
В 1998 году Олиас Барко решил снять свой первый полнометражный художественный фильм о мире сноубординга. После многих трудностей, связанных с финансированием, режиссёр закончил съёмки приключенческого фильма «Максимальный экстрим» (фр. Snowboarder) в 2002 году. Вторая полнометражная лента Олиаса Барко «Убей меня, пожалуйста» в 2010 году была отмечена более 10 фестивальными наградами, включая Гран-при Римского кинофестиваля, а также приза за лучшую режиссуру 2-го Одесского международного кинофестиваля.
В 2018 году Олиас Барко выступил одним из продюсеров украинско-французского триллера «Наследие: Застывшая кровь», режиссёром которого является Фредерик Птижан. Фильм, главную роль в котором исполняет Жан Рено вышел на экраны в 2019 году.
В 2019 году на экраны вышел третий полнометражный фильм Олиаса Барко «Полина и тайна киностудии», снятый в копродукции Украины, Франции и Бельгии Фэнтезийная лента рассказывает о 11-летней девочке, которая осуществляет наполненную опасностями и приключениями путешествие по ту сторону киноэкрана в поисках правды о своей семье..

## Фильмография
- 2003 — Максимальный экстрим[укр.] / Snowboarder
- 2010 — Убей меня, пожалуйста[укр.] / Kill Me Please
- 2019 — Полина и тайна киностудии[укр.] / Polina et le mystère d’un studio de cinéma